# Jean-Jacques Beineix
Jean-Jacques Beineix (ur. 8 października 1946 w Paryżu, zm. 13 stycznia 2022) – francuski reżyser, scenarzysta i producent filmowy.
Wyreżyserowany przez niego film pt. Diva został czterokrotnie nagrodzony Césarami za najlepszy film, zdjęcia, muzykę i soundtrack.

## Życiorys
Pochodził z zamożnej rodziny, był synem agenta ubezpieczeniowego Roberta Beineix i Madeleine z domu Maréchal. Był uczniem Lycée Carnot i Lycée Condorcet w Paryżu. W 1996 roku rozpoczął studia medyczne, które przerwał po zamieszkach w maju 1968 roku. W 1969 roku zdał egzamin wstępny do Institut des hautes études cinématographiques, ostatecznie nie został jednak przyjęty.
W latach 1969–1978 pracował jako asystent reżysera m.in. przy filmie The Day the Clown Cried Jerry′ego Lewisa, współpracował także z reżyserami takimi jak Jean Becker, René Clément, Claude Berri i Claude Zidi. W 1977 roku nakręcił krótkometrażowy film Pies pana Michela, który otrzymał nominację do Cezara w kategorii filmów krótkometrażowych.
Po sukcesie filmu Diva współpracował z Paramount Pictures – napisał dla wytwórni scenariusz komedii, która nigdy nie została zrealizowana, później odmawiał pracy dla amerykańskich wytwórni filmowych.
W 2004 roku był współautorem powieści graficznej pt. L’Affaire Du Siècle. W 2006 roku opublikował wspomnienia pt. Les Chantiers de la Gloire, a w 2020 roku powieść Toboggan.

## Filmografia
- 2002: Loft Paradoxe
- 2001: Śmiertelny układ (Mortel transfert)
- 1997: Przeznaczony na rezydencję (Assigné à résidence)
- 1994: Plac Clichy... bez kompleksów (Place Clichy... sans complexé)
- 1993: Otaku
- 1992: IP5 (IP5: L'île aux pachydermes)
- 1992: Rumuńskie dzieci (Les enfants de Roumanie)
- 1989: Roselyne i lwy (Roselyne et les lions)
- 1986: Betty Blue (37°2 le matin)
- 1983: Księżyc w rynsztoku (La Lune dans le caniveau)
- 1981: Diva
- 1977: Pies pana Michela (Le Chien de Monsieur Michel)